# Sędańsk
Sędańsk est un village de Pologne, situé dans le gmina de Szczytno, dans le Powiat de Szczytno, dans la voïvodie de Varmie-Mazurie.

## Histoire
Jusqu'en 1945, Seedanzig fait partie de l'arrondissement d'Ortelsbourg dans le district de Königsberg, dans la province de Prusse-Orientale.